# Abaco Barb
Abaco Barb je vymírající divoké plemeno koní na ostrově Great Abaco v souostroví Bahamy. Dnes zde žije v reservaci již jen jedno malé stádo, které má kolem 10 členů. Populace těchto koní v roce 1970 čítala kolem 200 kusů. Za takové snížení populace mohou útoku divokých psů na hříbata, zásahy člověka... Dle všeho už jsou v rezervaci pouze dva hřebci. 
Tito koně jsou většinou sněhobílé zbarvení, jejich výška se pohybuje okolo 150 cm a tělesná konstrukce odpovídá spíše poníkům, než koním. Dle všeho se jedná o potomky koní, které s sebou přivezli Španělé při kolonizaci Ameriky a Karibiku. 